# Anoda (rod)
Anoda (Anoda) je rod rostlin z čeledi slézovité. Jsou to jednoleté byliny s jednoduchými střídavými listy a pravidelnými, obvykle žlutými, purpurovými nebo fialovými květy. Rod zahrnuje 23 druhů a pochází ze Severní i Jižní Ameriky. Centrum rozšíření je v Mexiku. Nejrozšířenějším druhem je anoda hřebenitá, která se jako plevel rozšířila i na jiné kontinenty. Občas je pěstována jako okrasná letnička.

## Popis
Anody jsou jednoleté nebo příležitostně i vytrvalé byliny (výjimečně polokeře) s přímým nebo poléhavým stonkem. Listy jsou nejčastěji čárkovité, kopinaté, vejčité nebo trojúhelníkovité, řapíkaté, někdy dlanitě nebo hrálovitě laločnaté, s klínovitou až srdčitou bází, celokrajné nebo na okraji zubaté. Palisty jsou nenápadné, obvykle čárkovité a opadavé. Květy jsou pravidelné, oboupohlavné, zpravidla dlouze stopkaté, jednotlivé úžlabní nebo uspořádané ve vrcholových hroznech či latách. Kalich je na bázi srostlý, tvořený 5 vejčitými až trojúhelníkovitými laloky. Za plodu se u některých druhů nápadně zvětšuje. Kalíšek chybí. Koruna je žlutá, fialová, purpurová nebo výjimečně bílá. Tyčinek je mnoho a jsou srostlé do trubičky. Čnělka je rozčleněná do 5 až 20 větví zakončených hlavatými bliznami. Plody jsou diskovité až polokulovité, rozpadavé na 5 až 20 nepravidelně pukajících plůdků obsahujících po 1 semeni. Plůdky mají u některých druhů na hřbetní straně ostruhu nebo osten.

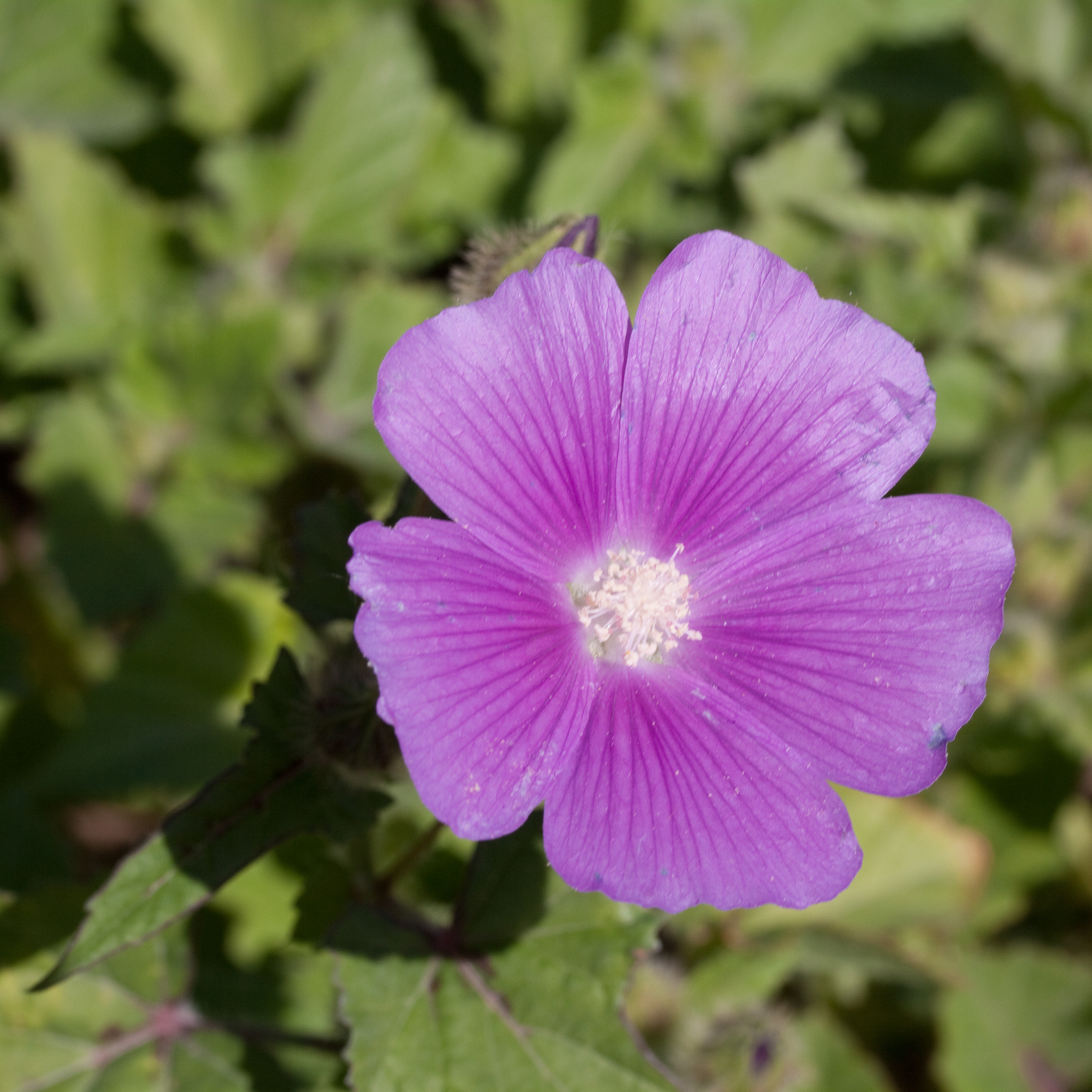
Květ anody hřebenité
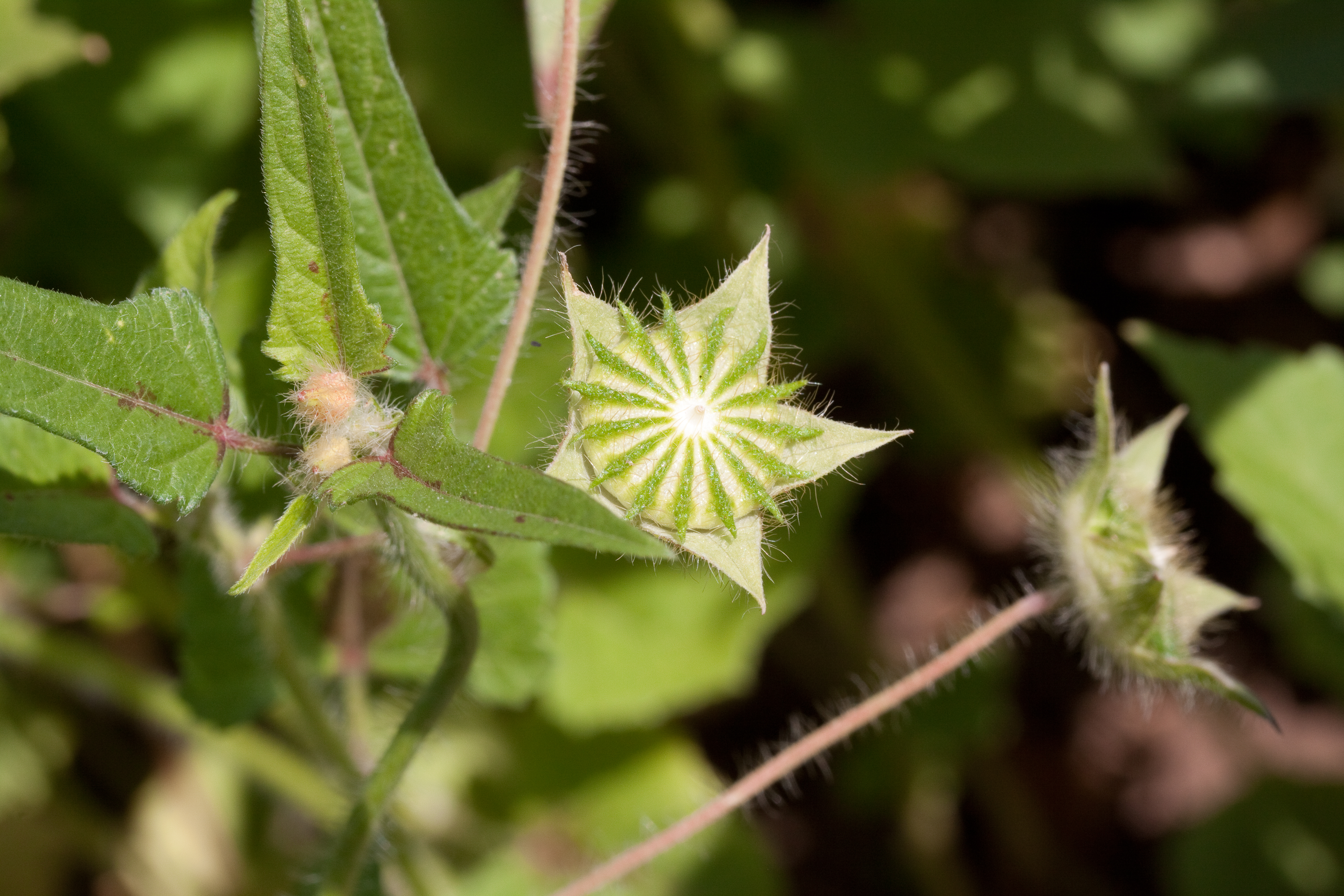
Nedozrálé plody anody hřebenité

## Rozšíření
Rod anoda zahrnuje 23 druhů. Je rozšířen v Severní, Střední i Jižní Americe. Centrum druhové diverzity je v Mexiku, kde roste všech 23 druhů, z toho 17 endemických. Z USA je uváděno 7 druhů, které jsou s výjimkou anody hřebenité (Anoda cristata) vázány na jižní a jihovýchodní státy. V Jižní Americe roste pouze 1 druh. Anoda hřebenitá je plevelný druh s největším areálem rozšíření (od sev. USA po Argentinu a Chile), který byl zavlečen i do tropů a subtropů jiných kontinentů.

## Taxonomie
Rod Anoda je v rámci čeledi slézovité řazen do podčeledi Malvoideae a tribu Malveae. V roce 2016 byla vydána revize rodu, v níž je rozčleněn celkem do 6 sekcí. Nejblíže příbuzným rodem je Periptera, rod zahrnující 5 druhů rozšířených výhradně v Mexiku a Guatemale. Oba tyto rody tvoří po morfologické stránce (zejména znaky na plodech a pylu) izolovanou skupinu v rámci celé čeledi Malvaceae.

## Zástupci
- anoda hřebenitá (Anoda cristata)

## Význam
Anoda hřebenitá (Anoda cristata) je plevelný druh, který se rozšířil i do Asie, Afriky a Austrálie. Pro pěkné květy je občas využívána jako okrasná rostlina. Pěstuje se též bělokvětý kultivar 'Silver Cup'. V některých oblastech středního Mexika tvoří anoda hřebenitá důležitou složku potravy místních obyvatel. Je sbírána v průběhu vlhké části roku zejména na polích a plantážích a po uvaření tvoří základ některých místních jídel. Má vysoký obsah polysacharidů a obsahuje i bílkoviny. Přidává se také do léčivých směsí.